# 금강한
《금강한》은 한국에서 제작된 나운규 감독의 1931년 영화이다. 나운규 등이 주연으로 출연하였다.

## 출연

### 주연
- 나운규
- 김정숙

## 같이 보기
- 일제강점기
- 한국의 영화
- 한국 관련 문서 색인